# Robert Kellard
Robert Kellard (23 de abril de 1915–13 de enero de 1981) fue un actor estadounidense que trabajó en más de 60 filmes entre 1937 y 1951.

## Biografía
Nacido en California, Kellard empezó a actuar en Hollywood en 1937 con el film Annapolis Salute, dirigido por Christy Cabanne. Tras ello, estuvo haciendo papeles protagonistas en películas de bajo presupuesto como Island in the Sky, Time Out for Murder y While New York Sleeps, y papeles de reparto en Boy Friend y Here I Am a Stranger, hasta que le llegó la oportunidad de rodar dos seriales cinematográficos para Republic Pictures. 
Aunque era el tercero del reparto, Kellard era el héroe en la adaptación por Republic de la novela de Sax Rohmer Drums of Fu Manchu. Posteriormente actuó junto a Allan Lane en el film basado en la tira de cómic King of the Royal Mounted. 
Kellard posteriormente protagonizó dos seriales para Columbia Pictures, Perils of the Royal Mounted y Tex Granger, y aceptó papeles de reparto en las películas Gilda, The Jolson Story y Three Little Pirates.
Su última actuación tuvo lugar en 1951 en un episodio de la serie televisiva El llanero solitario.
Robert Kellard falleció en 1981 en Los Ángeles, California, a los 65 años de edad.